# Teodolfo Mertel
Teodolfo Mertel (ur. 9 lub 6 lutego 1806 w Allumiere, zm. 11 lipca 1899 w Allumiere) – prawnik włoski, wysoki urzędnik Państwa Kościelnego i Kurii Rzymskiej, kardynał. Ostatni kardynał, który nie był wyświęconym księdzem.

## Życiorys
Pobierał nauki u kapucynów w Tolfa, uczęszczał również do seminarium w Montefiascone; nie przyjmował jednak święceń, a na rzymskim Uniwersytecie La Sapienza obronił doktorat obojga praw (1828). Od 1831 pracował jako prawnik w Kurii Rzymskiej, pełniąc tam wiele funkcji, m.in. sędziego Trybunału Sygnatury Apostolskiej. Kierował Kongregacją św. Iwona, zrzeszającą prawników rzymskich i zajmującą się społeczną opieką prawną nad ubogimi. Od sierpnia 1843 nosił tytuł prałata-referendarza, był również audytorem Roty Rzymskiej dla prowincji Romandiola.
Brał udział (jako sekretarz) w pracach nad konstytucją Państwa Papieskiego, w grudniu 1848 wszedł w skład Komisji Stanu. W latach 1850–1853 był ministrem bez teki, a 1853-1858 ministrem spraw wewnętrznych i sprawiedliwości. W marcu 1858 papież Pius IX wyniósł go do godności kardynalskiej, nadając tytuł diakona Sant'Eustachio; dopiero 16 maja 1858 Mertel został wyświęcony na diakona (przez samego papieża), pod koniec życia będąc ostatnim kardynałem bez święceń kapłańskich. W latach 1858–1863 ponownie pełnił funkcję ministra bez teki we władzach Państwa Papieskiego, jednocześnie był prezydentem Najwyższej Rady Spraw Wewnętrznych, a w latach 1860–1863 – prefektem ds. ekonomicznych Kongregacji Rozkrzewiania Wiary (Propaganda Fide). W latach 1863–1871 był prezydentem Najwyższej Rady Państwa. Brał udział w obradach I soboru watykańskiego.
Od czerwca 1877 Mertel pełnił funkcję prefekta Trybunału Sygnatury Sprawiedliwości. Rok później wziął udział w konklawe po śmierci Piusa IX. Nowy papież Leon XIII powierzył mu funkcję sekretarza Memoriałów, a następnie sekretarza Listów Apostolskich. W listopadzie 1881 po śmierci kardynała Prospero Cateriniego przeszła na niego godność kardynała-protodiakona (najstarszego stażem kardynała-diakona); objął wówczas diakonię Santa Maria in Via Lata. Od marca 1884 Mertel był wicekanclerzem św. Kościoła Rzymskiego i jako tytularną diakonię objął kościół San Lorenzo in Damaso (normalnie pozostający w randze tytułu kardynała-prezbitera).
Teodolfo Mertel zmarł w wieku 93 lat i został pochowany w świątyni maryjnej w rodzinnym Allumiere.